# 필리핀한국국제학교
필리핀한국국제학교(Korean International School Philippines)는 필리핀 마닐라 보니파시오 멕킨리 힐에 위치한 재외한국학교이다.

## 개요 및 연혁
필리핀한국국제학교는 2009년에 개교하였으며, 초등, 중등, 고등학교 학생이 학 학교에서 공부하는 한국인 국제학교이다. 이 학교는 한국인 교장과 한국인 교사 및 원어민 교사가 근무하며 학생 구성은 90% 이상이 한국인 자녀이고 그 외에도 펩톡이라 불리는 필리핀 로컬 학생들로 되어 있다. 교육과정은 한국의 개정 교육과정을 따르나 학교 현실과 특색을 살려 영어 교과에 시수를 많이 배당하여 글로벌 인재를 기르는 밑거름을 쌓는데 초점을 두고 있다.
1대 교장 김성미, 2대 교장 황순태,3대 교장 김종호 ,4대 교장 나현균, 5대 교장 최경식을 거쳐 2024년 6대 최성보 교장이 부임하였다

## 수업 특색
초등학생의 경우에는 오전 시간에는 원어민 강사가, 오후 시간에는 한국인 선생님들의 수업을 받게 된다. 한국 학교에서는 영어 습득의 기회가 적을 것이라는 편견을 깨기위해, 다른 한국 학교들과는 다르게 영어에 중점을 두고 있다.
중학생의 경우에는 오전 시간에는 한국인 선생님들이, 오후 시간에는 원어민 강사의 수업을 받는다. 또한 고등학생의 경우에는 한국과 비슷한 커리큘럼으로 입시와 대입에 초점을 둔 공부를 하게 된다. 한가지 특색은 소논문과 같은 체계적이고 고급영어 교육을 실시한다는 점이다.
1인 1악기와 1스포츠, 다양한 동아리 활동 등을 통해 나날이 발전중이며, 교내 학생들의 우수한 대입성적과 교내외 수상 활동으로 주목 받고 있다.
2017년 지하2층부터 지상 10층까지의 신규 건물 증축을 앞두고 있다.

## 같이 보기
- 대한민국-필리핀 관계